# Harvard Mark I

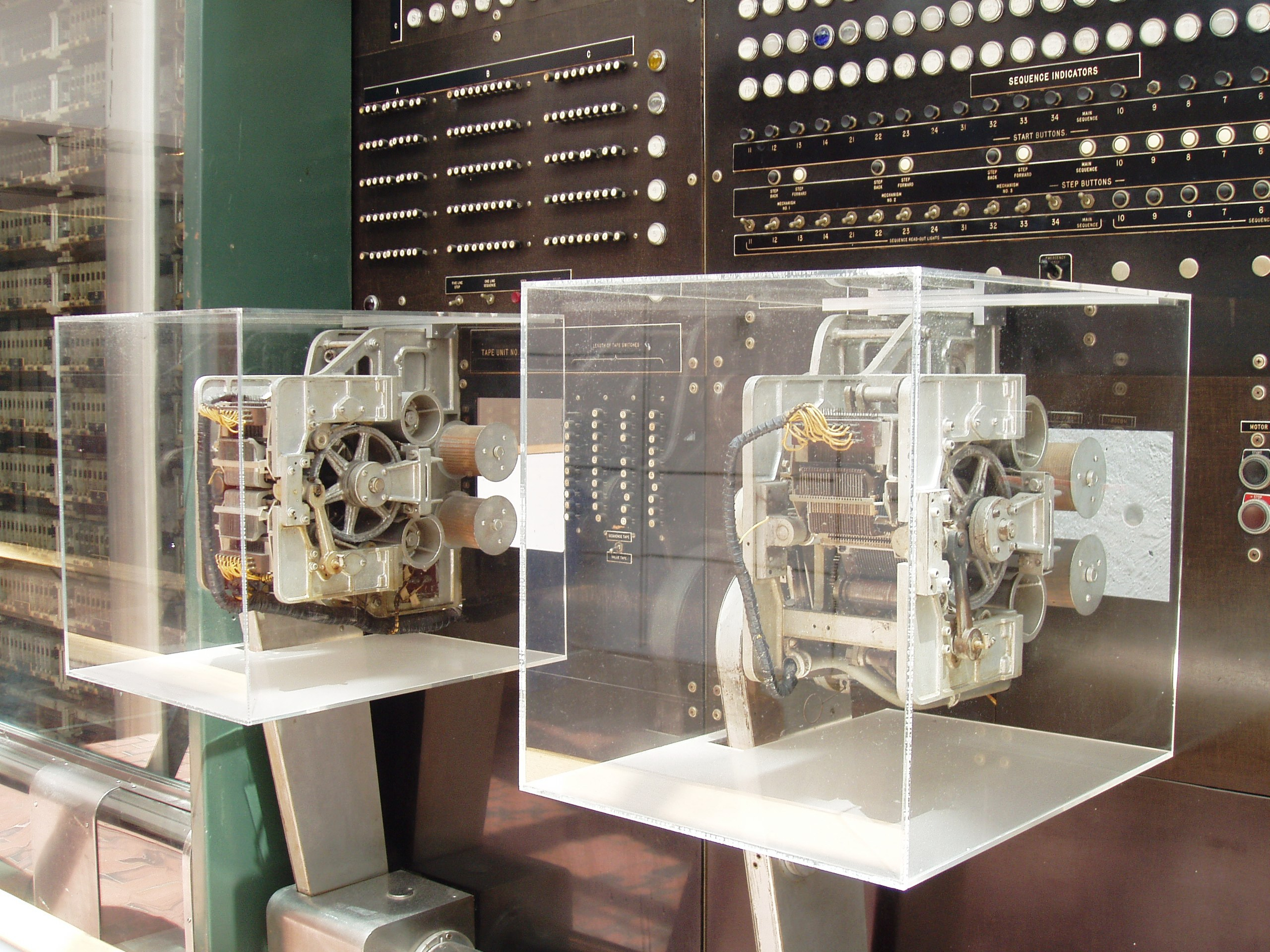
Harvard Mark I

De Harvard Mark I, ook bekend als de IBM ASCC, de Automatic Sequence Controlled Calculator, was de eerste invloedrijke digitale computer die wereldwijd bekend was.
De Mark I was ontworpen door Howard Aiken van IBM, en verhuisde naar Harvard in februari 1944, en werd daar formeel afgeleverd op 7 augustus 1944.
De elementen waaruit de Mark I bestond waren schakelaars, relais en draaiende schachten. Bij de bouw werden meer dan 750 000 componenten gebruikt, waardoor de computer een lengte had van 15,24 meter, 2,43 meter hoogte en een massa van ongeveer 5 ton.
De meest bekende operator / programmeur van de Harvard Mark I was Grace Hopper. Hopper gebruikte de term computer bug voor het eerst, toen een mot landde op de Mark I en een kortsluiting veroorzaakte op een bord. Grace gebruikte tijdens de Tweede Wereldoorlog de Mark 1 onder meer om de hoeken te berekenen waarmee de Amerikaanse marine haar munitie moest afschieten. 
Andere universiteiten hadden ook "Mark I"-computers, maar de Harvard Mark I wordt meestal bezien als dé Mark I.